# Lei moral
A Lei Moral, segundo Immanuel Kant, é uma lei que manda agir de acordo com o que a vontade quer que se torne uma lei válida para todos.
Em outras palavras de Kant, cada indivíduo, portador de uma boa vontade, saberia escolher, dentre suas regras particulares, aquela que pudesse valer para todos os demais.
Do ponto de vista teológico, é a regra de obediência revelada a Adão, no estado de inocência, e que é inerente a todo o gênero humano. Tendo todos os homens, independente da crença, conhecimento intuitivo do bem e do mal.